# Amegilla savignyi
Amegilla savignyi es una especie de abeja excavadora perteneciente al género Amegilla, categorizada en la tribu Anthophorini, de la subfamilia Apinae. Fue descrita científicamente por el entomólogo francés Amédée Louis Michel Lepeletier en 1841.
Cuenta con un clípeo notoriamente prominente, con abundante pelaje de color negro, además presenta una pequeña mancha blanca por el metatarso.

## Distribución
La especie se distribuye por Asia, en la India, Rusia, Uzbekistán, Arabia Saudita, Irán, Georgia, Líbano, Turquía, Egipto, Ucrania, Rumania, Grecia, Eslovaquia, Serbia, Italia, Liechtenstein, Francia, Croacia, Argelia, España, Portugal y Marruecos.